# كيث سميث (لاعب كريكت)
كيث سميث (30 أبريل 1929 في نيوزيلندا - 6 يونيو 2016 في نيوزيلندا) (بالإنجليزية: Keith Smith)‏ هو لاعب كريكت نيوزلندي. لعب مع Central Districts cricket team ‏ وWellington cricket team ‏.

## وصلات خارجية
- كيث سميث على موقع إي آس بي آن كريك إنفو (الإنجليزية)